# Stadtverkehr
Stadtverkehr (letteralmente: "Trasporto urbano"), fino al 1985 Der Stadtverkehr (letteralmente: "Il trasporto urbano"), è una rivista tedesca di trasporti.
Pubblicata dalla EK-Verlag, esce con cadenza mensile.